# Peder Kijl
Peder Kijl, död 27 september 1588, var en svensk militär.

## Biografi
Peder Kijl föddes som son till hövitsmannen Severin Kijl av frälseätten Kijl och Malin Ribbing. Han var 1556 knekthövitsman och förseglade 1560 bland adeln Gustaf I:s testamente och 1561 ständernas bevillning. Kijl blev 1563 krigsöverste i Småland och var 23 juni 1565 mönsterherre i Sverige. Han blev 24 juni 1571 befallningsman på Gullbergs fästning. Kijl avled 1588 och begravdes bredvid sin fru i Sexdrega kyrka.
Kijl ägde gårdarna Apelsnäs i Roasjö socken och Kålltorp i Gerums socken.

### Familj
Kijl var gift med Agneta Drake, dotter av ryttmästaren Arvid Olofsson Drake och Brita Hård af Segerstad. De fick tillsammans barnen Carin Kijl som var gift med ryttmästaren Peder Knutsson Lillie, Maria Kijl (död 1647) som var gift med kammarjunkaren Bengt Bryntesson Lillie hos hertig Carl, Söffrin Kijl, amiralen Knut Kijl (död 1603), ståthållaren Nils Kijl (död 1636) ryttmästaren Måns Kijl och Brita Kijl som var gift med ståthållaren Henrik von Kalen på Kalmar slott.